# Чувалкіповська сільська рада
Чувалкі́повська сільська рада (рос. Чувалкиповский сельский совет) — муніципальне утворення у складі Чишминського району Башкортостану, Росія. Адміністративний центр — село Чувалкіпово.

## Населення
Населення — 1434 особи (2019, 1872 у 2010, 2082 у 2002).

## Склад
До складу поселення входять такі населені пункти:
| Населений пункт   | Населення, осіб (2002) | Населення, осіб (2010) |
| ----------------- | ---------------------- | ---------------------- |
| Абраєво, присілок | 327                    | 320                    |
| Кизилга, село     | 70                     | 61                     |
| Новокиївка, село  | 40                     | 17                     |
| Романовка, село   | 20                     | 8                      |
| Старомусино, село | 619                    | 578                    |
| Теперішево, село  | 468                    | 437                    |
| Чувалкіпово, село | 538                    | 451                    |